# Chiesa dei Santi Faustino e Giovita (Comezzano-Cizzago)
La chiesa dei Santi Faustino e Giovita è il principale edificio di culto cattolico di Comezzano, frazione del comune italiano di Comezzano-Cizzago, in provincia e diocesi di Brescia. Sede parrocchiale, fa parte della zona pastorale della Bassa Occidentale dell'Oglio, dove è inserita nell'Unità pastorale "Santa Maria delle Nuvole".

## Storia
La presenza a Comezzano di una chiesa dedicata ai santi Faustino e Giovita è attestata sin dal 1180. Essa fu costruita su terre che appartenevano al monastero di San Faustino in Brescia. 
La chiesa dipendeva, in campo ecclesiastico, dalla pieve di Orzinuovi, e solo alla fine del XV secolo fu eretta in parrocchia autonoma. All'inizio del secolo successivo la chiesa fu ricostruita, mentre nel 1515 fu innalzato il campanile. Al 1538 risale invece l'affresco posto sotto la cantoria dell'organo e raffigurante san Bartolomeo.
Nel 1560 ricevette la visita del prevosto di Chiari, il quale, preso atto delle pessime condizioni dell'edificio, ne ordinò il restauro, mentre nel 1566 il vescovo di Brescia Domenico Bollani, preso atto dell'imminenza dei lavori di ricostruzione dell'edificio, decretò solo che venisse cintato il vicino cimitero.
Nel 1572, tuttavia, il visitatore Cristoforo Pilati segnalava che quanto prescritto dal Bollani non era stato eseguito e, evidenziando come l'allora parroco Vincenzo Violini fosse inadatto a svolgere il suo compito, ordinava che fosse spostato il fonte battesimale, che fosse rifatto il pavimento della struttura e che fosse aggiunta una sacrestia.
Nel 1692 il presbiterio fu decorato, mentre verso la metà del secolo successivo venne posto il nuovo altare maggiore. All'inizio dell'Ottocento vennero decorate le volte dell'aula, e successivamente, nel 1876, il campanile fu restaurato ed innalzato di qualche metro.
Nel corso del XX secolo la chiesa fu oggetto di vari lavori, che la portarono ad assumere l'aspetto attuale: nel 1927 ai lati dell'abside vennero installate due vetrate istoriate, nel 1929 il cremasco Andrea Nicolini realizzò l'organo, reimpiegando materiali precedenti, tra il 1932 e il 1937 la chiesa venne allungata di una campata sul lato e venne costruita una nuova facciata, in mattoni a vista. Nel 1934 la nuova campata dell'edificio fu decorata da Roberto Rossato, e in quello stesso anno le lunette dell'abside furono dipinte da Battista Trainini.
Tra il 1970 e il 1975 fu intagliata una nuova mensa eucaristica, la quale fu posta, secondo quanto stabilito dal Concilio Vaticano II, verso l'aula. Nel 1992 la pavimentazione del presbiterio fu sostituita, mentre nel 1995 vari lavori di restauro, condotti da Mario Brescianini, coinvolsero l'apparato decorativo della chiesa. Nel 2015 anche le mura esterne furono restaurate.

## Descrizione

### Esterno
La chiesa, orientata lungo l'asse est-ovest, presenta un impianto a capanna composto da un corpo centrale rettangolare, rialzato rispetto al piano della strada, chiuso sul lato occidentale dal presbiterio, anch'esso rettangolare, e dall'abside poligonale. 
La facciata, a salienti, è in mattoni a vista. Al centro si trova il portale di ingresso, dotato di protiro (che racchiude, nell'arco sovrastante l'entrata, una lunetta con mosaico) e affiancato da due monofore. Nella parte alta della facciata, immediatamente sotto l'innesto del saliente, si trova un rosone, mentre sulla cima si trova una croce metallica. 
Sul lato settentrionale, addossato all'intersezione tra l'aula e il presbiterio, si erge il campanile, a base quadrata e coronato da una croce.

### Interno
Internamente, la chiesa presenta un'unica navata, accompagnata da cappelle con altari laterali, scandita da semicolonne e lesene composite. Esse sono sormontate da una trabeazione aggettante, che segna il punto di innesto della volta a botte lunettata lungo l'aula, di una volta a botte sul presbiterio e della volta a ombrello in corrispondenza dell'abside. 
Il presbiterio, rialzato rispetto al piano dell'aula, è anticipato da una campata, coperta da una volta a botte priva di lunette, sul cui lato sinistro si trova la cantoria contenente l'organo novecentesco. Esso fu costruito reimpiegando il materiale precedente, risalente all'Ottocento e collaudato da Arnaldo Bambini.   
La zona presbiteriale presenta volte interamente affrescate, e al centro dell'abside è ancorata la soasa dell'altare maggiore, affiancata da due finestre contenenti vetrate istoriate.